# おとめ山公園
おとめ山公園（おとめやまこうえん）とは、東京都新宿区下落合二丁目にある新宿区立公園。

## 概要
目白台地から神田川を臨む南傾斜地にあり、敷地内の斜面からは東京の名湧水57選に選ばれているわき水が出ている。この水を利用してホタルの養殖が行われており、毎年7月には「ホタル鑑賞会」が開催される（昔は祭だったが経営上の問題で廃止になった）。
敷地内は起伏に富み、ナラ、シイ、クヌギなどの落葉樹が生い茂り、かつての武蔵野の原野の風景を留めている。また見晴台からは高田馬場の街越しに新宿新都心を一望することができる。この公園には「弁天池」と呼ばれる池があり、カルガモが飛来し繁殖するため、通り抜ける道路には「カルガモ注意」の標識が設置されている。

## 歴史
おとめ山は、御留山または御禁止山と書き、江戸時代にこの一帯が徳川家の狩猟地で一般人の立ち入りが禁止されていたことからこの名前がある。現在の区立公園の北方、豊島区目白三丁目所在の徳川黎明館、さらにその北にある「上り屋敷」地区（かつては西武池袋線の上り屋敷駅があった）と合わせ、江戸時代にはこの一帯が将軍家の所有だった。西端は七曲坂・薬王院付近だった。末期には旗本酒井家の土地となった。
おとめ山だった区域内に作られた新宿区立落合第四小学校の校歌にその歴史が歌われている。
明治・大正時代にはこの土地の大部分を近衛家と相馬家とが東西に二分して所有した（近衛家部分は「近衛町」の項を参照）。相馬家部分は近衛篤麿死去後に近衛家から購入したもので、その南半分が現在の区立公園に当たり、大正時代に長岡安平作庭の回遊式庭園となっていた。
第二次世界大戦後は国有地として荒れ果て、国家公務員住宅の建設予定地となっていた。「落合秘境」と呼ばれていたこの自然を残してほしいとする近隣住民の強い要望が実り、東京都が3年をかけて整備を行い、1969年7月1日に公園として開園した。開園と同時に新宿区に移管され、以後区立公園として現在に至っている。
公園に隣接する公務員住宅の廃止に伴い、敷地を新宿区が買い取って公園用地として拡張整備を行い、2014年10月26日に全面開園した。
新宿区立の公園として新宿中央公園に次ぐ規模となる。

## アクセス方法
- 山手線・西武新宿線・東京メトロ東西線高田馬場駅下車、徒歩7分
- 西武新宿線下落合駅下車、徒歩7分

## 公園概要
- 面積：27,566m2
- 管理者：新宿区
- 主な設備：児童館、ちびっこプール、緑陰広場、遊具、トイレ
- 入園料：無料
- 開園時間：原則として午前7時から午後5時まで（4月から9月は午後7時まで延長）

新宿区立落合第四小学校が隣接しており、課外活動として小学生の利用がある。
しかし緑が多く薄暗いため、小学生には子どもたちだけで遊びに行ってはいけないなどと注意されることもある。